# Каява-Айленд (Південна Кароліна)
Каява-Айленд (англ. Kiawah Island) — місто (англ. town) в США, в окрузі Чарлстон штату Південна Кароліна. Населення — 2013 особи (2020).

## Географія
Каява-Айленд розташована за координатами 32°37′9″ пн. ш. 80°3′20″ зх. д. / 32.61917° пн. ш. 80.05556° зх. д. (32.619271, -80.055664).  За даними Бюро перепису населення США в 2010 році місто мало площу 34,83 км², з яких 28,44 км² — суходіл та 6,39 км² — водойми.

## Демографія
Згідно з переписом 2010 року, у місті мешкало 1626 осіб у 813 домогосподарствах у складі 644 родин. Густота населення становила 47 осіб/км².  Було 3368 помешкань (97/км²).
Расовий склад населення:
| - 96,9 % — білих - 2,2 % — чорних або афроамериканців - 0,3 % — азіатів |

До двох чи більше рас належало 0,3 %. Частка іспаномовних становила 0,9 % від усіх жителів.
За віковим діапазоном населення розподілялося таким чином: 5,6 % — особи молодші 18 років, 50,6 % — особи у віці 18—64 років, 43,8 % — особи у віці 65 років та старші. Медіана віку мешканця становила 63,6 року. На 100 осіб жіночої статі у місті припадало 92,4 чоловіків;  на 100 жінок у віці від 18 років та старших — 92,6 чоловіків також старших 18 років.
Середній дохід на одне домашнє господарство  становив 219 273 долари США (медіана — 138 125), а середній дохід на одну сім'ю — 252 960 доларів (медіана — 145 417). За межею бідності перебувало 6,1 % осіб, у тому числі 0,0 % дітей у віці до 18 років та 2,2 % осіб у віці 65 років та старших.
Цивільне працевлаштоване населення становило 475 осіб. Основні галузі зайнятості: мистецтво, розваги та відпочинок — 23,8 %, науковці, спеціалісти, менеджери — 21,7 %, освіта, охорона здоров'я та соціальна допомога — 17,9 %, фінанси, страхування та нерухомість — 17,7 %.